# Livio Odescalchi
Livio Odescalchi, né le 10 mars 1652 à Rome, mort le 8 septembre 1713 est un noble italien de la famille Odescalchi, neveu du pape Innocent XI. Nommé capitaine général de l'Église, il commande le contingent pontifical à la bataille de Vienne en 1683. L'empereur Léopold Ier le nomme prince du Saint-Empire, duc de Sirmium et châtelain d'Ilok. Il reçoit aussi le titre de grand d'Espagne.
Après la mort d'Innocent XI en 1689, il dirige les travaux de la basilique Saint-Pierre qu'il achève en 1704. Il protège le peintre polonais Jerzy Siemiginowski-Eleuter (v. 1660-1711) qu'il convainc de s'installer à Rome.
À la mort du roi Jean III Sobieski en 1696, il est candidat au trône électif de la Pologne-Lituanie. Malgré l'appui de la reine Marie-Casimire, veuve de Jean III, les nobles polonais lui préfèrent Auguste II, électeur de Saxe. La même année, il hérite des titres de duc de Bracciano et de Ceri, laissés vacants par l'extinction d'une branche de la famille Orsini.
Sans descendant, il transfère ses titres à son petit-neveu Baldassarre Odescalchi (it), ancêtre de la dernière lignée des ducs de Bracciano. 

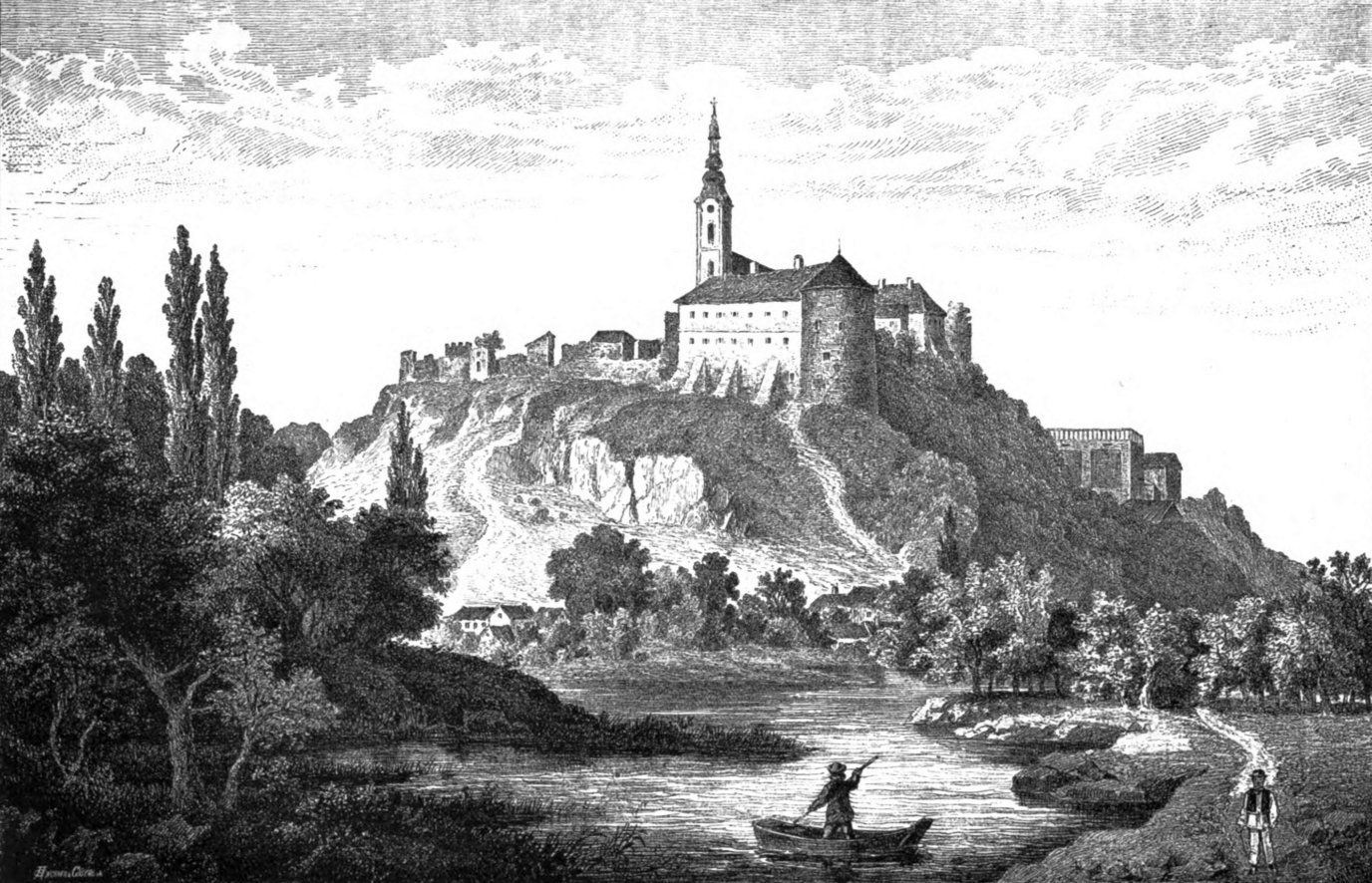
Le château d'Ilok, gravure d'Ernest Kramberger, 1880.